# Lista över insjöar i Sverige med namn som slutar på -lamp
lamp  utgör slutled i åtminstone följande insjöanamn i Sverige:
- Himlamp, sjö i Laxå kommun och Västergötland 58°45′30″N 14°34′54″Ö / 58.75837°N 14.58169°Ö
- Korplamp, sjö i Laxå kommun och Västergötland 58°45′54″N 14°35′34″Ö / 58.76512°N 14.59286°Ö
- Lättlamp, sjö i Laxå kommun och Västergötland 58°48′23″N 14°36′31″Ö / 58.80630°N 14.60873°Ö
- Mustalamp, sjö i Laxå kommun och Västergötland 58°45′58″N 14°36′49″Ö / 58.76621°N 14.61356°Ö
- Peckalamp, sjö i Laxå kommun och Västergötland 58°46′19″N 14°37′02″Ö / 58.77182°N 14.61735°Ö
- Sånnerslamp, sjö i Laxå kommun och Västergötland 58°48′18″N 14°35′49″Ö / 58.80511°N 14.59683°Ö
- Tarvaslamp, sjö i Laxå kommun och Västergötland 58°45′22″N 14°36′08″Ö / 58.75614°N 14.60216°Ö
- Daglamp, sjö i Torsby kommun och Värmland 60°32′04″N 12°50′40″Ö / 60.53455°N 12.84438°Ö
- Gettolamp, sjö i Torsby kommun och Värmland 60°30′19″N 12°41′16″Ö / 60.50529°N 12.68769°Ö
- Hamplamp, sjö i Arvika kommun och Värmland 59°49′22″N 12°49′23″Ö / 59.82282°N 12.82293°Ö
- Harlamp, sjö i Sunne kommun och Värmland 60°00′11″N 12°45′01″Ö / 60.00313°N 12.75037°Ö
- Jorikalamp, sjö i Torsby kommun och Värmland 60°19′33″N 12°30′40″Ö / 60.32588°N 12.51120°Ö
- Jätalamp, sjö i Torsby kommun och Värmland 60°31′30″N 12°40′56″Ö / 60.52510°N 12.68232°Ö
- Kilplamp, sjö i Torsby kommun och Värmland 60°14′16″N 12°35′39″Ö / 60.23783°N 12.59430°Ö
- Kimpelamp, sjö i Årjängs kommun och Värmland 59°26′36″N 12°17′11″Ö / 59.44326°N 12.28651°Ö
- Kivilamp, sjö i Arvika kommun och Värmland 60°06′12″N 12°33′32″Ö / 60.10339°N 12.55902°Ö
- Liggolamp, sjö i Torsby kommun och Värmland 60°26′44″N 12°42′00″Ö / 60.44567°N 12.69996°Ö
- Lämmetilamp, sjö i Torsby kommun och Värmland 60°19′45″N 12°30′41″Ö / 60.32921°N 12.51141°Ö
- Matlamp, sjö i Sunne kommun och Värmland 60°05′00″N 12°35′44″Ö / 60.08344°N 12.59550°Ö
- Natalamp, sjö i Torsby kommun och Värmland 60°08′18″N 12°47′24″Ö / 60.13823°N 12.78989°Ö
- Norra Haklamp, sjö i Sunne kommun och Värmland 60°05′19″N 12°39′12″Ö / 60.08870°N 12.65326°Ö
- Packalamp, sjö i Torsby kommun och Värmland 60°09′27″N 12°33′05″Ö / 60.15737°N 12.55152°Ö
- Paskalamp, sjö i Torsby kommun och Värmland 60°14′44″N 12°33′42″Ö / 60.24566°N 12.56173°Ö
- Persilamp, sjö i Torsby kommun och Värmland 60°12′02″N 12°37′18″Ö / 60.20049°N 12.62178°Ö
- Rattalamp, sjö i Torsby kommun och Värmland 60°09′14″N 12°35′06″Ö / 60.15397°N 12.58502°Ö
- Rispaslamp, sjö i Torsby kommun och Värmland 60°08′11″N 12°38′40″Ö / 60.13645°N 12.64454°Ö
- Rolamp, sjö i Arvika kommun och Värmland 60°05′23″N 12°33′45″Ö / 60.08965°N 12.56253°Ö
- Samackolamp, sjö i Arvika kommun och Värmland 60°03′59″N 12°31′19″Ö / 60.06645°N 12.52185°Ö
- Sammakolamp, sjö i Torsby kommun och Värmland 60°05′39″N 12°35′47″Ö / 60.09407°N 12.59645°Ö
- Sarklamp, sjö i Sunne kommun och Värmland 60°04′56″N 12°36′46″Ö / 60.08224°N 12.61270°Ö
- Särklamp, sjö i Torsby kommun och Värmland 60°28′36″N 12°38′56″Ö / 60.47680°N 12.64876°Ö
- Övre Haklamp, sjö i Sunne kommun och Värmland 60°05′31″N 12°38′55″Ö / 60.09200°N 12.64862°Ö
- Hakilamp, sjö i Falu kommun och Dalarna 60°48′03″N 16°20′05″Ö / 60.80086°N 16.33480°Ö
- Kampalamp, sjö i Malung-Sälens kommun och Dalarna 60°19′41″N 13°52′49″Ö / 60.32808°N 13.88030°Ö
- Rajalamp, sjö i Falu kommun och Dalarna 60°48′50″N 16°17′17″Ö / 60.81396°N 16.28817°Ö
- Kivlamp, sjö i Ockelbo kommun och Gästrikland 60°51′25″N 16°24′02″Ö / 60.85704°N 16.40068°Ö
- Kolkilamp, sjö i Ockelbo kommun och Gästrikland 60°50′09″N 16°21′40″Ö / 60.83576°N 16.36112°Ö
- Låtilamp, sjö i Ockelbo kommun och Gästrikland 60°51′42″N 16°22′25″Ö / 60.86164°N 16.37372°Ö
- Notlamp, sjö i Ockelbo kommun och Gästrikland 60°51′23″N 16°24′29″Ö / 60.85647°N 16.40803°Ö
- Verkalamp (Ockelbo socken, Gästrikland, 674834-153651), sjö i Ockelbo kommun och Gästrikland 60°51′00″N 16°28′36″Ö / 60.85004°N 16.47671°Ö
- Verkalamp (Ockelbo socken, Gästrikland, 676755-152499), sjö i Ockelbo kommun och Gästrikland 61°01′20″N 16°15′46″Ö / 61.02217°N 16.26284°Ö
- Härnalamp, sjö i Härjedalens kommun och Hälsingland 62°07′34″N 15°20′54″Ö / 62.12601°N 15.34838°Ö
- Levalamp, sjö i Bollnäs kommun och Hälsingland 61°04′08″N 16°20′13″Ö / 61.06883°N 16.33704°Ö
- Pörjalamp, sjö i Härnösands kommun och Ångermanland 62°49′09″N 17°30′12″Ö / 62.81907°N 17.50346°Ö